# Новоспасск (Бурятия)
Новоспа́сск — село в Мухоршибирском районе Бурятии. Входит в сельское поселение «Тугнуйское».

## География
Расположено в 8 км к северу от центра сельского поселения, села Тугнуй, у подножия отрогов хребта Цаган-Дабан, на левом берегу речки Брянки (бассейн Тугнуя). К востоку от села проходит автодорога местного значения Тугнуй — Саган-Нур.

## Население
| 2002 | 2010 |
| ---- | ---- |
| 64   | ↘57  |

## История
26 сентября 1864 года епископ Селенгинский Вениамин, возвращаясь из Петровского завода, установил крест в память Иоанна Богослова. Во втором полугодии 1867 года в село переехали 7 семей. 3 сентября 1866 года началось строительство церкви. В 1868 году село Брянка переименовано в Новоспасское в связи со строительством в Тугнуе церкви во имя Спаса нашего Иисуса Христа.
26 мая 1868 года в селе была освящена церковь во имя Спаса нашего Иисуса Христа. Церковь на 800 человек строилась на средства кяхтинского купца Коммерции Советника Я. А. Немчинова. Здание на каменном фундаменте. Иконы работы московского иконописца Рогожкина. Стоимость икон составляла 2000 рублей. Рядом с церковью был построен двухэтажный дом миссионерского стана Забайкальской духовной миссии, флигель и хозяйственные постройки.
По данным сельско-хозяйственной переписи 1916 года числилось 53 двора, жили крещённые буряты, Новоспасск относился к Капчерангуйскому булуку Барун-Харганатской волости Нижнеудинского уезда.